# Aria Pro 2
Aria är ett märke på elgitarrer, akustiska gitarrer, elbasar, banjor och mandoliner. Ursprungligen ett japanskt märke som sålde kopior på kända amerikanska gitarrer, till exempel Stratocaster, men produktionen har nu flyttats till billigare länder.
Kända Aria-spelare är Cliff Burton i Metallica samt Yngwie Malmsteen en period 1983, då han spelade i Alcatrazz och gjorde affischreklam för märket.
Den modell som blev relativt känd som en utmanare till t.ex. Gibson Les Paul var deras Masterpiece PE-1000 / 1500 som var ett bevis på att de tillverkade gitarrer i världsklass. 